# Konrad II. von Weinsberg

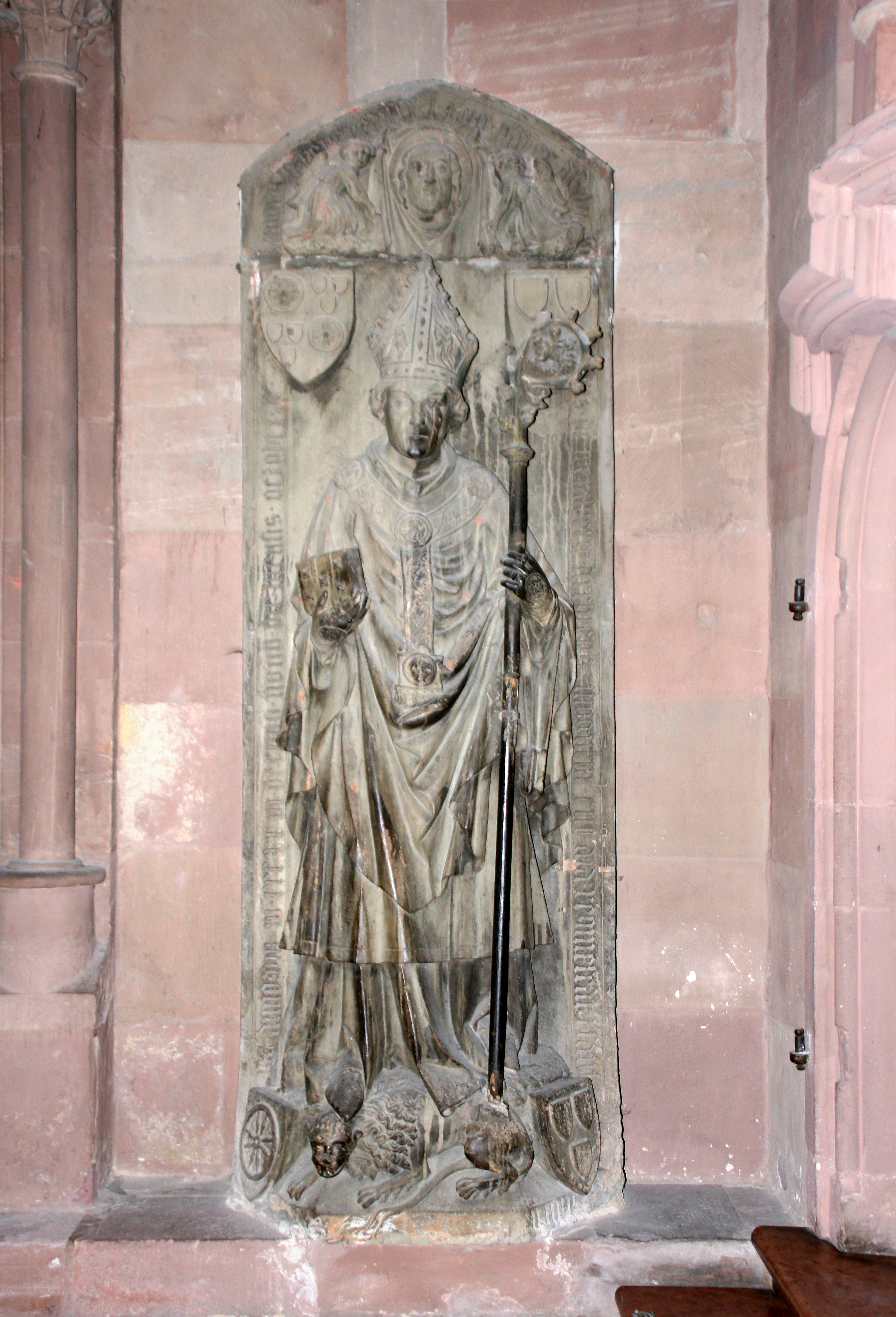
Epitaph Konrads II. von Weinsberg im Mainzer Dom

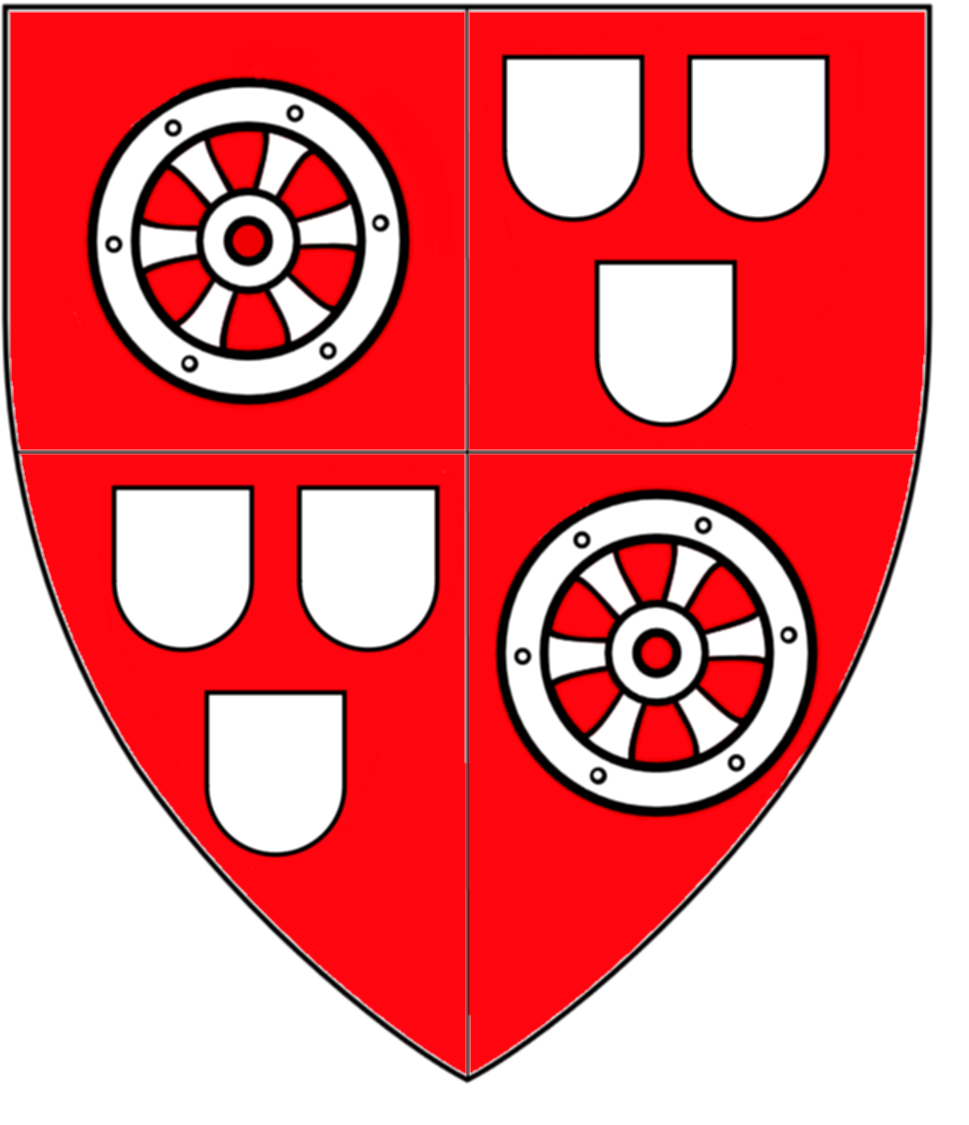
Sein Wappen als Erzbischof

Konrad II. von Weinsberg (* um 1340; † 19. Oktober 1396 in Mainz), aus dem Geschlecht der Herren von Weinsberg, war von 1390 bis 1396 Erzbischof von Mainz.

## Leben
Konrad war der jüngere Bruder Engelhards von Weinsberg. Er war seit über 10 Jahren Mainzer Domherr und Scholaster des Mainzer Domkapitels, als er am 27. Februar 1390 von der Mehrheit der Mainzer Domherren zum Erzbischof von Mainz gewählt wurde, obwohl eine starke Minderheit sich den Domherren Johann von Nassau-Wiesbaden-Idstein, den Bruder des am 6. Februar verstorbenen Mainzer Erzbischofs Adolf I. von Nassau, als neuen Bischof gewünscht hatte.
Am 7. September 1391 wurde Konrad in Böhmen von König Wenzel als Kurfürst anerkannt. Am 24. September 1391 empfing er in Bamberg die Bischofsweihe. Er schwor, Papst Bonifatius IX. gehorsam zu sein und den Gegenpapst Clemens VII. in Avignon nicht unterstützen zu wollen.
Konrads Amtszeit war von einer engen politischen Zusammenarbeit des Staates Kurmainz mit der Kurpfalz geprägt. Zusammen mit dem Pfalzgrafen Ruprecht II. widmete sich Konrad vor allem der Friedenssicherung und der Erhaltung und dem weiteren Ausbau der Macht des mainzischen Staates.
In der Forschung wurde der Mainzer Erzbischof wenig beachtet. Vielmehr erregten seine Vorgänger und Nachfolger durch ihre Unruhe in der Reichs- und Kirchenpolitik die Aufmerksamkeit. Die sechs Jahre der Regierung des Kurfürsten erscheinen vielmehr als ein bedeutungsloses Intervall.

## Das Denkmal für KonradII. in seiner Bischofskirche
Das Grabmal Konrads befindet sich im Mainzer Dom. Es ist das erste Grabdenkmal, das einen Bischof nicht liegend mit Kissen unter dem Kopf, sondern stehend an einer Wand darstellt. Der Bischof steht auf einem Löwen als politische Botschaft gegenüber dem Machtanspruch der Welfen. Rechts und links des Löwen befindet sich die Wappenschilde von Kurmainz und der Herren von Weinsberg. In der linken Hand hält er den Krummstab, den eine Darstellung des Mantel-teilenden Martin, des Patrons des Mainzer Doms, ziert. In seiner rechten Hand hält er ein Buch. Im obersten Teil des Grabmals sind zwei Engel abgebildet, die ein übergroßes Schweißtuch Christi halten. Konrad trägt als Würdezeichen das Rationale – einen Brust- und Schulterschmuck, der den Würzburger Bischöfen zustand, aber nicht den Mainzern. Aufgrund dieser irrtümlichen Ikonographie wird vermutet, dass das Epitaph die Arbeit eines Würzburger Künstlers sein könnte.
Rechts und links der Bischofsfigur befindet sich die Inschrift:

“Anno domini MCCCXCVI decimo nono die mensis octobri(s) obiit quondam reverendissimus in Christo pater ac dominus Conradus de Weinsperg archiepiscopus Moguntinus, cuius anima requiescat in sancta pace, amen.”

„Am 19. Oktober 1396 starb der einst hochwürdige Vater in Christus und Herr Konrad von Weinsberg, Mainzer Erzbischof, dessen Seele in heiligem Frieden ruhe, Amen.“

Stilistisch wird das Denkmal dem Weichen Stil zugeordnet, festzumachen an der schönen Darstellung des Kopfes des Erzbischofs und der Art und Weise, wie sein Gewand in prächtige Falten gelegt wurde.

## Wappen
Das Bischofswappen zeigt einen gevierten Schild: 1. und 4. Feld Feld in Rot ein silbernes sechsspeichiges Rad; im 2. und 3. drei silberne Wappenschilde (2:1) in rotem Feld (Spanische Form), das Wappen der Herren von Weinsberg. Auf dem Epitaph im Dom befindet es sich in der heraldisch rechts neben seinem Kopf mit Bischofskrone.